# MLB Draft 1965
Der MLB Draft 1965 war der erste Draft, der je von der Major League Baseball veranstaltet wurde. Als erster Spieler wurde Rick Monday von den Kansas City Athletics ausgewählt. 

## Hintergrund
In der ersten Ausgabe des MLB Draftes wurden insgesamt 813 Spieler ausgewählt. Zu den bekannteren dieser Spieler gehören Catcher Johnny Bench von den Cincinnati Reds (gewählt in der zweiten Runde), Pitcher Nolan Ryan von den New York Mets (gewählt in der zwölften Runde) und Infielder Graig Nettles von den Minnesota Twins (gewählt in der vierten Runde). Als erster gedrafteter Spieler überhaupt gab Joe Coleman, der von den Washington Senators in der ersten Runde an dritter Stelle gedraftet wurde, am 28. September 1965 sein Debüt in der MLB. Nur sehr wenig Glück hatten die Baltimore Orioles. Von ihren insgesamt 70 gewählten Spielern schafften nur drei anschließend den Sprung in die MLB.

## Erstrundenwahlrecht
|  | = All-Star |  |  | = Mitglied der Baseball Hall of Fame |

| Pick | Spieler          | Mannschaft            | Position | Schule                    |
| ---- | ---------------- | --------------------- | -------- | ------------------------- |
| 1    | Rick Monday      | Oakland Athletics     | OF       | Arizona State University  |
| 2    | Les Rohr         | New York Mets         | LHP      | Billings, Montana         |
| 3    | Joe Coleman      | Washington Senators   | RHP      | Natick, Massachusetts     |
| 4    | Alex Barrett     | Houston Astros        | SS       | Winton, Kalifornien       |
| 5    | Billy Conigliaro | Boston Red Sox        | OF       | Swampscott, Massachusetts |
| 6    | Rick James       | Chicago Cubs          | RHP      | Florence, Alabama         |
| 7    | Ray Fosse        | Cleveland Indians     | C        | Marion, Illinois          |
| 8    | John Wyatt       | Los Angeles Dodgers   | SS       | Bakersfield, Kalifornien  |
| 9    | Eddie Leon*      | Minnesota Twins       | SS       | University of Arizona     |
| 10   | Doug Dickerson   | Pittsburgh Pirates    | OF       | Birmingham, Alabama       |
| 11   | Jim Spencer      | Detroit Tigers        | 1B       | Glen Burnie, Maryland     |
| 12   | Dick Grant       | Atlanta Braves        | 1B       | Watertown, Massachusetts  |
| 13   | Gene Lamont      | Detroit Tigers        | C        | Kirkland, Illinois        |
| 14   | Al Gallagher     | San Francisco Giants  | 3B       | Santa Clara University    |
| 15   | Scott McDonald   | Baltimore Orioles     | RHP      | Yakima, Washington        |
| 16   | Bernie Carbo     | Cincinnati Reds       | 3B       | Garden City, Michigan     |
| 17   | Ken Plesha       | Chicago White Sox     | C        | Notre Dame University     |
| 18   | Mike Adamson*    | Philadelphia Phillies | RHP      | San Diego, Kalifornien    |
| 19   | Bill Burbach     | New York Yankees      | RHP      | Dickeyville, Wisconsin    |
| 20   | Joe DiFabio      | St. Louis Cardinals   | RHP      | Delta State University    |

* Unterschrieb keinen Vertrag

## Weitere erwähnenswerte Spieler
- Amos Otis, 5. Runde, insgesamt 95. Spieler
- Hal McRae, 6. Runde, insgesamt 117. Spieler
- Nolan Ryan, 12. Runde, insgesamt 226. Spieler
- Darrell Evans, 13. Runde, insgesamt 241. Spieler